# UEFA Women's Champions League 2019-2020 - Qualificazioni
Questa voce raccoglie un approfondimento sulle gare del turno preliminare di qualificazione dell'edizione 2019-2020 della UEFA Women's Champions League.

## Squadre partecipanti
Il sorteggio per il turno di qualificazione si è tenuto il 21 giugno 2019. Le 40 squadre che partecipano ai preliminari sono state divise in quattro fasce da dieci per il sorteggio in base al coefficiente UEFA del club, il quale tiene conto delle prestazioni nelle competizioni europee dalla stagione 2014-2015 alla 2018-2019 più il 33% del valore del coefficiente assegnato alla federazione nello stesso intervallo di tempo. In ogni gruppo, le squadre giocano una contro l'altra in un mini-torneo all'italiana con le teste di serie preselezionate. Le dieci vincitrici dei gironi acquisiscono il diritto di accedere ai sedicesimi di finale.
| Squadra              | Coeff. |
| -------------------- | ------ |
| LSK Kvinner          | 42,405 |
| BIIK Kazygurt        | 34,580 |
| Gintra Universitetas | 27,930 |
| Twente               | 26,900 |
| Apollon Limassol     | 20,270 |
| Spartak Subotica     | 17,955 |
| Minsk                | 16,625 |
| SFK 2000             | 15,960 |
| Olimpia Cluj         | 15,960 |
| Hibernian            | 13,085 |

| Squadra            | Coeff. |
| ------------------ | ------ |
| Žytlobud-1 Charkiv | 11,800 |
| Sturm Graz         | 11,270 |
| PAOK               | 10,965 |
| Breiðablik         | 10,930 |
| Pomurje            | 9,640  |
| PK-35 Vantaa       | 8,635  |
| Górnik Łęczna      | 7,940  |
| Ferencváros        | 7,465  |
| Vllaznia           | 7,315  |
| NSA Sofia          | 6,650  |

| Squadra              | Coeff. |
| -------------------- | ------ |
| Wexford Youths       | 6,305  |
| Anderlecht           | 5,465  |
| ASA Tel Aviv         | 3,650  |
| Sporting Braga       | 3,630  |
| Cardiff Metropolitan | 3,325  |
| Slovan Bratislava    | 2,990  |
| Spalato              | 2,970  |
| Beşiktaş             | 2,475  |
| Breznica             | 1,995  |
| Flora                | 1,485  |

| Squadra                | Coeff. |
| ---------------------- | ------ |
| Rīgas FS               | 1,330  |
| Birkirkara             | 0,830  |
| EB/Streymur/Skála      | 0,825  |
| Linfield               | 0,660  |
| Mitrovica              | 0,330  |
| Agarista-ȘS Anenii Noi | 0,165  |
| Dragon 2014            | 0,000  |
| Bettembourg            | 0,000  |
| Nike Tbilisi           | 0,000  |
| Alaškert               | 0,000  |

- in corsivo: squadra ospitante
- in grassetto: squadra qualificata

## Gruppi
In ogni gruppo, le squadre giocano una contro l'altra in un mini-torneo all'italiana con le teste di serie preselezionate. Le nove vincitrici dei gironi acquisiscono il diritto di accedere ai sedicesimi di finale. Le partite si svolgeranno nei giorni 7, 10 e 13 agosto 2019.
In caso di parità di punti tra due o più squadre di uno stesso gruppo, le posizioni in classifica verranno determinate prendendo in considerazione, nell'ordine, i seguenti criteri:
1. maggiore numero di punti negli scontri diretti tra le squadre interessate (classifica avulsa);
2. migliore differenza reti negli scontri diretti tra le squadre interessate (classifica avulsa);
3. maggiore numero di reti segnate negli scontri diretti tra le squadre interessate (classifica avulsa);
4. se, dopo aver applicato i criteri dall'1 al 3, ci sono squadre ancora in parità di punti, i criteri dall'1 al 3 si riapplicano alle sole squadre in questione. Se continua a persistere la parità, si procede con i criteri dal 5 al 9;
5. migliore differenza reti;
6. maggiore numero di reti segnate;
7. calci di rigore se le due squadre sono a parità di punti al termine dell'ultima giornata;
8. classifica del fair play;
9. posizione nel ranking UEFA.

N.B. Nella dicitura dei gironi viene indicata in corsivo la squadra ospitante.

### Gruppo 1
| Pos | Squadra      | Pt | G | V | N | P | GF | GS | DR  |
| --- | ------------ | -- | - | - | - | - | -- | -- | --- |
| 1.  | Breiðablik   | 9  | 3 | 3 | 0 | 0 | 18 | 2  | +16 |
| 2.  | SFK 2000     | 6  | 3 | 2 | 0 | 1 | 7  | 3  | +4  |
| 3.  | ASA Tel Aviv | 3  | 3 | 1 | 0 | 2 | 8  | 5  | +3  |
| 4.  | Dragon 2014  | 0  | 3 | 0 | 0 | 3 | 0  | 23 | -23 |

Fonte: Sito UEFA Gruppo 1
| Arbitro: | Araksya Saribekyan |

|            |           |                                                                  |
| Elinav 70’ | Marcatori | 4’ Jóhannsdóttir 25’, 66’ (rig.) Albertsdóttir 60’ Hákonardóttir |

| Arbitro: | Marina Aufschnaiter |

|                                                          |           |  |
| Medić 9’ Al. Spahić 59’ Djoković 76’ Bojat 85’ Kuč 90+1’ | Marcatori |  |

| Arbitro: | Araksya Saribekyan |

| |           |  |
| Gunnlaugsdóttir 7’ Antonsdóttir 25’, 63’ Þorvaldsdóttir 28’ (rig.), 51’, 64’, 82’ Magnúsdóttir 45+2’, 87’ Vilhjálmsdóttir 69’ Jóhannsdóttir 85’ | Marcatori |  |

| Arbitro: | Vivian Peeters |

|             |           |  |
| Đoković 79’ | Marcatori |  |

| Arbitro: | Vivian Peeters |

|                                                 |           |           |
| Þorvaldsdóttir 18’, 81’ Hasanbegović 30’ (aut.) | Marcatori | 88’ Bojat |

| Arbitro: | Marina Aufschnaiter |

|  |           |                                                                                 |
|  | Marcatori | 31’ Efraim 53’ (rig.) V. Cohen 73’ Nakav 79’ Seiden 87’, 89’ Elinav 90’ Ezurike |

### Gruppo 2
| Pos | Squadra      | Pt | G | V | N | P | GF | GS | DR |
| --- | ------------ | -- | - | - | - | - | -- | -- | -- |
| 1.  | Mitrovica    | 9  | 3 | 3 | 0 | 0 | 5  | 1  | +4 |
| 2.  | Breznica     | 4  | 3 | 1 | 1 | 1 | 7  | 7  | 0  |
| 3.  | Olimpia Cluj | 3  | 3 | 1 | 0 | 2 | 6  | 7  | -1 |
| 4.  | NSA Sofia    | 1  | 3 | 0 | 1 | 2 | 6  | 9  | -3 |

Fonte: Sito UEFA Gruppo 2
| Arbitro: | Viki De Cremer |

|              |           |                     |
| Ficzay 90+5’ | Marcatori | 24’ Syla 30’ Gjegji |

| Arbitro: | Reelika Turi |

|                                               |           |                                      |
| Vujadinović 58’ Milovič 65’, 73’ Karličić 82’ | Marcatori | 21’, 23’, 44’ Koshuleva 62’ Radoyska |

| Arbitro: | Reelika Turi |

|  |           |                     |
|  | Marcatori | 28’ Gjegji 50’ Syla |

| Arbitro: | Vesna Budimir |

|                          |           |                                           |
| Ficzay 17’ Bălăceanu 71’ | Marcatori | 45+7’ Vujadinović 47’ (rig.), 50’ Milovič |

| Arbitro: | Vesna Budimir |

|                      |           |                     |
| Koshuleva 41’, 45+2’ | Marcatori | 34’, 53’, 72’ Voicu |

| Arbitro: | Viki De Cremer |

|                   |           |  |
| Biqkaj 89’ (rig.) | Marcatori |  |

### Gruppo 3
| Pos | Squadra              | Pt | G | V | N | P | GF | GS | DR  |
| --- | -------------------- | -- | - | - | - | - | -- | -- | --- |
| 1.  | Hibernian            | 9  | 3 | 3 | 0 | 0 | 7  | 2  | +5  |
| 2.  | Cardiff Metropolitan | 6  | 3 | 2 | 0 | 1 | 7  | 3  | +4  |
| 3.  | Pomurje              | 3  | 3 | 1 | 0 | 2 | 5  | 3  | +2  |
| 4.  | Nike Tbilisi         | 0  | 3 | 0 | 0 | 3 | 1  | 12 | -11 |

Fonte: Sito UEFA Gruppo 3
| Arbitro: | Ioanna Allayiotou |

|                                |           |  |
| Cavanagh 17’ Napier 68’, 90+3’ | Marcatori |  |

| Arbitro: | Zulema González González |

|              |           |  |
| Clipston 88’ | Marcatori |  |

| Arbitro: | Volha Tsiareshka |

|                          |           |           |
| Gallacher 20’ Murray 68’ | Marcatori | 88’ Allen |

| Arbitro: | Zulema González González |

|                                                  |           |  |
| Prša 4’ (rig.), 19’ (rig.) Zajmi 52’ Makovec 89’ | Marcatori |  |

| Arbitro: | Volha Tsiareshka |

|                 |           |                        |
| Prša 45’ (rig.) | Marcatori | 7’ Napier 36’ Davidson |

| Arbitro: | Ioanna Allayiotou |

|                     |           |                                                 |
| Mtskerashvili 90+5’ | Marcatori | 27’, 38’ Schupbach 44’, 90’ Clipston 65’ Pinder |

### Gruppo 4
| Pos | Squadra            | Pt | G | V | N | P | GF | GS | DR  |
| --- | ------------------ | -- | - | - | - | - | -- | -- | --- |
| 1.  | Minsk              | 9  | 3 | 3 | 0 | 0 | 16 | 1  | +15 |
| 2.  | Žytlobud-1 Charkiv | 6  | 3 | 2 | 0 | 1 | 9  | 4  | +5  |
| 3.  | Spalato            | 3  | 3 | 1 | 0 | 2 | 10 | 7  | +3  |
| 4.  | Bettembourg        | 0  | 3 | 0 | 0 | 3 | 2  | 25 | -23 |

Fonte: Sito UEFA Gruppo 4
| Arbitro: | Michaliną Diakow |

| |           |  |
| Ogbiagbevha 5’, 26’, 61’, 74’ Cissé 8’ Šuppo 16’ (rig.), 53’ Chimič 45+3’, 51’, 82’ Aniset 58’ (aut.) Madiba 65’ | Marcatori |  |

| Arbitro: | Ifeoma Kulmala |

|                     |           |                                    |
| Lubina 1’ Pedić 30’ | Marcatori | 12’, 90’ (rig.), 90+3’ Apanaščenko |

| Arbitro: | Galiya Echeva |

|                            |           |              |
| Chimič 13’ Ogbiagbevha 65’ | Marcatori | 33’ Dujmović |

| Arbitro: | Ifeoma Kulmala |

|                                                                    |           |  |
| Nesterenko 4’, 25’ Ševčuk 11’ Voronina 40’ Utickich 66’ Petryk 89’ | Marcatori |  |

| Arbitro: | Galiya Echeva |

|  |           |                            |
|  | Marcatori | 44’ Ogbiagbevha 52’ Linnik |

| Arbitro: | Michaliną Diakow |

|                |           |                                                              |
| Thill 33’, 43’ | Marcatori | 7’, 37’ Pedić 21’, 30’, 64’ Dujmović 28’ O'Neill 57’ Valušek |

### Gruppo 5
| Pos | Squadra                | Pt | G | V | N | P | GF | GS | DR  |
| --- | ---------------------- | -- | - | - | - | - | -- | -- | --- |
| 1.  | Spartak Subotica       | 7  | 3 | 2 | 1 | 0 | 21 | 2  | +19 |
| 2.  | Ferencváros            | 7  | 3 | 2 | 1 | 0 | 7  | 3  | +4  |
| 3.  | Slovan Bratislava      | 3  | 3 | 1 | 0 | 2 | 2  | 10 | -8  |
| 4.  | Agarista-ȘS Anenii Noi | 0  | 3 | 0 | 0 | 3 | 0  | 15 | -15 |

Fonte: Sito UEFA Gruppo 5
| Arbitro: | Abigail Marriott |

| |           |  |
| Adamek 3’, 67’, 72’ Denda 16’ Matić 20’ Delgadillo 27’, 32’, 45+2’ Filipović 29’, 33’, 84’ Williams 79’ | Marcatori |  |

| Arbitro: | Victoria Beyer |

|                |           |                                     |
| Bytčánková 33’ | Marcatori | 39’ Kocsán 67’ Aleksić 83’ Diószegi |

| Arbitro: | Victoria Beyer |

|                            |           |  |
| Loghin 25’ (aut.) Fogl 42’ | Marcatori |  |

| Arbitro: | Henrikke Nervik |

|                                                                                        |           |  |
| Slović 21’ Matić 37’, 53’ Filipović 58’ Adamek 59’ Bačová 78’ (aut.) Stupar 85’ (rig.) | Marcatori |  |

| Arbitro: | Vera Opeykina |

|               |           |                         |
| Vágó 20’, 78’ | Marcatori | 56’ Filipović 80’ Matić |

| Arbitro: | Abigail Marriott |

|  |           |                    |
|  | Marcatori | 35’ (aut.) Cerescu |

### Gruppo 6
| Pos | Squadra           | Pt | G | V | N | P | GF | GS | DR  |
| --- | ----------------- | -- | - | - | - | - | -- | -- | --- |
| 1.  | BIIK Kazygurt     | 9  | 3 | 3 | 0 | 0 | 15 | 1  | +14 |
| 2.  | PK-35 Vantaa      | 6  | 3 | 2 | 0 | 1 | 9  | 6  | +3  |
| 3.  | Flora             | 3  | 3 | 1 | 0 | 2 | 4  | 5  | -1  |
| 4.  | EB/Streymur/Skála | 0  | 3 | 0 | 0 | 3 | 0  | 16 | -16 |

Fonte: Sito UEFA Gruppo 6
| Arbitro: | Katalin Sipos |

|                                                                             |           |  |
| Gabelia 10’, 13’, 15’, 28’, 45+2’ Babšuk 22’, 55’ Bortnikova 79’ Reuben 83’ | Marcatori |  |

| Arbitro: | Valentina Finzi |

|                     |           |                                             |
| Saulep 16’ Saar 46’ | Marcatori | 56’ Kilponen 85’ Autio 90+1’ (aut.) Strigin |

| Arbitro: | Valentina Finzi |

|                                                          |           |  |
| Autio 15’ Vlasoff 47’ Koso 75’ Laurento-Falcoff 78’, 80’ | Marcatori |  |

| Arbitro: | Sabina Bolić |

|                     |           |  |
| Litvinenko 13’, 19’ | Marcatori |  |

| Arbitro: | Henrikke Nervik |

|                    |           |                                             |
| Saastamoinen 90+2’ | Marcatori | 23’ Zulu 38’ Babšuk 60’ Kundananji 62’ Ilić |

| Arbitro: | Katalin Sipos |

|  |           |               |
|  | Marcatori | 26’, 28’ Saar |

### Gruppo 7
| Pos | Squadra          | Pt | G | V | N | P | GF | GS | DR  |
| --- | ---------------- | -- | - | - | - | - | -- | -- | --- |
| 1.  | Sporting Braga   | 9  | 3 | 3 | 0 | 0 | 11 | 0  | +11 |
| 2.  | Apollon Limassol | 6  | 3 | 2 | 0 | 1 | 17 | 3  | +14 |
| 3.  | Sturm Graz       | 3  | 3 | 1 | 0 | 2 | 6  | 9  | -3  |
| 4.  | Rīgas FS         | 0  | 3 | 0 | 0 | 3 | 0  | 22 | -22 |

Fonte: Sito UEFA Gruppo 7
| Arbitro: | Irena Velevačkoska |

|                       |           |  |
| Marques 37’ Pratt 77’ | Marcatori |  |

| Arbitro: | Michèle Schmölzer |

| |           |  |
| Šurnovská 10’ Freda 12’ (rig.), 29’ (rig.) Sidira 14’ Begič 20’, 41’, 64’ Hardy 36’ (rig.), 79’, 85’ | Marcatori |  |

| Arbitro: | Irena Velevačkoska |

|                                      |           |  |
| Plattner 38’, 72’ Uka 55’ Wagner 69’ | Marcatori |  |

| Arbitro: | María Dolores Martinez Madrona |

|  |           |           |
|  | Marcatori | 10’ Pratt |

| Arbitro: | Sabina Bolić |

|                         |           |                                                                  |
| Wagner 45+2’ Habuda 63’ | Marcatori | 6’, 13’ R. Hardy 15’, 80’ Freda 24’, 54’ Markou 70’ (aut.) Kröll |

| Arbitro: | Michèle Schmölzer |

|  |           |                                                                        |
|  | Marcatori | 2’ Babi 11’, 70’ Cardoso 19’, 75’ Marques 24’ Silva 55’ Luís 61’ Pratt |

### Gruppo 8
| Pos | Squadra     | Pt | G | V | N | P | GF | GS | DR |
| --- | ----------- | -- | - | - | - | - | -- | -- | -- |
| 1.  | Anderlecht  | 9  | 3 | 3 | 0 | 0 | 11 | 3  | +8 |
| 2.  | LSK Kvinner | 6  | 3 | 2 | 0 | 1 | 7  | 3  | +4 |
| 3.  | Linfield    | 3  | 3 | 1 | 0 | 2 | 4  | 9  | -5 |
| 4.  | PAOK        | 0  | 3 | 0 | 0 | 3 | 2  | 9  | -7 |

Fonte: Sito UEFA Gruppo 8
| Arbitro: | Jelena Cvetković |

|                                             |           |  |
| Thorsnes 10’, 24’ Åsland 24’ Abrahamsen 27’ | Marcatori |  |

| Arbitro: | Aleksandra Česen |

|                                             |           |  |
| De Caigny 45+2’, 55’, 72’ Tison 47’ Rus 65’ | Marcatori |  |

| Arbitro: | María Dolores Martinez Madrona |

|                      |           |                                |
| Gausdal 47’ Haug 89’ | Marcatori | 49’ Rus 72’ De Neve 87’ Toloba |

| Arbitro: | Aleksandra Česen |

|                       |           |                                                 |
| Vardali 7’ Mitkou 32’ | Marcatori | 14’ Burrows 24’ Hutton 89’ (rig.) K. McGuinness |

| Arbitro: | María Dolores Martinez Madrona |

|  |           |                 |
|  | Marcatori | 68’ (rig.) Wold |

| Arbitro: | Jelena Cvetković |

|                          |           |                            |
| K. McGuinness 55’ (rig.) | Marcatori | 24’, 34’ Deloose 66’ Coryn |

### Gruppo 9
| Pos | Squadra       | Pt | G | V | N | P | GF | GS | DR  |
| --- | ------------- | -- | - | - | - | - | -- | -- | --- |
| 1.  | Twente        | 7  | 3 | 2 | 1 | 0 | 12 | 2  | +10 |
| 2.  | Beşiktaş      | 5  | 3 | 1 | 2 | 0 | 6  | 3  | +3  |
| 3.  | Górnik Łęczna | 4  | 3 | 1 | 1 | 1 | 14 | 3  | +11 |
| 4.  | Alaškert      | 0  | 3 | 0 | 0 | 3 | 0  | 24 | -24 |

Fonte: Sito UEFA Gruppo 9
| Arbitro: | Fatemeh Zangeneh |

| |           |  |
| Vanmechelen 19’, 89’ Kalma 31’, 46’ Mesropyan 32’ (aut.) Ellouzi 39’ Sakhinova 45+3’ (aut.) Weerden 59’ | Marcatori |  |

| Arbitro: | Lucie Šulcová |

|            |           |                  |
| Hançar 75’ | Marcatori | 77’ Jędrzejewicz |

| Arbitro: | Iuliana Demetrescu |

|               |           |                     |
| Kalma 8’, 46’ | Marcatori | 21’ Uraz 88’ Keskin |

| Arbitro: | Lucie Šulcová |

| |           |  |
| Sakhinova 5’ (aut.) Karczewska 11’, 18’, 39’ Jędrzejewicz 13’, 63’, 74’ Kamczyk 34’ (rig.), 59’, 84’, 90+3’ Matysik 38’ Dyguś 79’ | Marcatori |  |

| Arbitro: | Iuliana Demetrescu |

|  |           |                                |
|  | Marcatori | 52’ (rig.) Kalma 70’ R. Jansen |

| Arbitro: | Fatemeh Zangeneh |

|  |           |                                       |
|  | Marcatori | 45+2’ Hançar 87’ O'Rourke 90+5’ Çınar |

### Gruppo 10
| Pos | Squadra              | Pt | G | V | N | P | GF | GS | DR |
| --- | -------------------- | -- | - | - | - | - | -- | -- | -- |
| 1.  | Vllaznia             | 7  | 3 | 2 | 1 | 0 | 5  | 2  | +3 |
| 2.  | Wexford Youths       | 6  | 3 | 2 | 0 | 1 | 10 | 6  | +4 |
| 3.  | Gintra Universitetas | 4  | 3 | 1 | 1 | 1 | 3  | 3  | 0  |
| 4.  | Birkirkara           | 0  | 3 | 0 | 0 | 3 | 2  | 9  | -7 |

Fonte: Sito UEFA Gruppo 10
| Arbitro: | Tinna Høj Christensen |

|             |           |                               |
| Kennedy 18’ | Marcatori | 30’ Dauzat 40’ Doyle 42’ Doçi |

| Arbitro: | Lizzy Van Der Helm |

|            |           |  |
| Freitas 2’ | Marcatori |  |

| Arbitro: | Tinna Høj Christensen |

|           |           |  |
| Doyle 16’ | Marcatori |  |

| Arbitro: | Hristiana Guteva |

|             |           |                          |
| Freitas 15’ | Marcatori | 37’ Davidson 47’ Frawley |

| Arbitro: | Hristiana Guteva |

|                 |           |              |
| Doçi 78’ (rig.) | Marcatori | 49’ Gudčenko |

| Arbitro: | Lizzy Van Der Helm |

|                         |           |                                                                          |
| Giusti 44’ Carabott 63’ | Marcatori | 32’, 61’, 68’ Murphy 35’ Davidson 53’ Kennedy 85’ Jarrett 90+1’ Rossiter |